# Nikaj, Kaçanik
Nikaj (albanska: Nikaj, serbiska: Nika) är en by i Kosovo. Den ligger i kommunen Kaçanik. Enligt den senaste folkräkningen år 2011 fanns det 778 invånare.

## Demografi
| Demografi    | 2011 |
| ------------ | ---- |
| albaner      | 776  |
| ashkali      | 1    |
| odeklarerade | 1    |